# Christoffer Kramm
Johan Christoffer Kramm, född omkring 1690, död 13 maj 1752 i Gudmundrå socken, var en från Livland, via Finland, till Sverige inflyttad byggmästare. 
Christoffer Kramm var av okänd härkomst, möjligen kom han från Livland. Han och hustrun Magdalena Münderich (gifta 1724) befann sig på 1720-talet som byggmästare vid Murikkala och Kvarnby sågar i närheten av Fredrikshamn, Finland. På grund av ofred i Finland flyttade familjen 1741 till Sverige där Kramm lät uppföra flera sågverk vid Ångermanälvens mynning med början 1742. Staden Kramfors har fått sitt namn efter Kramms sågverk, som blev det första finbladiga sågverket i Ångermanland. Kramm verkar ha stått för sakkunskapen men syns ha varit den ekonomiskt minst betydande vid anläggandet av sågen. Han anlitades även för anläggandet av andra industriella företag, bland annat startade han tillsammans med sin son Christian Kramm ett linojeslageri, Christiansfors i Nätra socken, vilket dock fick kort varaktighet. Kort före sin död kom han i konflikt med de övriga delägarna i Kramfors såg och sades upp från sin bostad men avled innan förlikning eller avflyttning ägt rum. Sonen Christian Kramm som även gjorde sig känd som en skicklig skulptör, övertog faderns intressen i Kramfors sågverk och var även engagerad i andra sågverk och industriföretag i Ångermanland.